# Blaignac
Blaignac är en kommun i departementet Gironde i regionen Nouvelle-Aquitaine i sydvästra Frankrike. Kommunen ligger i kantonen La Réole som tillhör arrondissementet Langon. År 2022 hade Blaignac 320 invånare.

## Befolkningsutveckling
Antalet invånare i kommunen Blaignac
Referens:INSEE